# Pensaré mucho en tí
Pensaré mucho en tí (título original: Joshua's Heart) es un telefilme estadounidense de 1990 dirigido por Michael Pressman y protagonizado por Melissa Gilbert, Tim Matheson y Matthew Lawrence.

## Argumento
Una mujer comprometida lucha por el cariño de un pequeño. Oler Claudia tiene talento como diseñadora gráfica y soñadora. Tan pronto como conoció a Tom Chapman, creyó que había encontrado el amor verdadero. Sin embargo también hay el problema: de que Tom está divorciado y tiene un hijo, Joshua, que tiene diez años. Adicionalmente las novias de su padre han decepcionado a Joshua demasiadas veces. Por ello no es una cosa extraña, que siga sospechando de los intentos de Claudia de ganárselo. Aun así Claudia no se da por vencida y continua luchando para ganárselo.

## Reparto
| Actor            | Personaje        |
| ---------------- | ---------------- |
| Melissa Gilbert  | Claudia          |
| Tim Matheson     | Tom              |
| Matthew Lawrence | Joshua           |
| Lisa Eilbacher   | Kit              |
| Debra Mooney     | Madre de Claudia |
| Jack Blessing    | Nick             |
| Lorinne Vozoff   | Sra. Kent        |

## Recepción
En el presente la obra cinematográfica ha sido valorada en portales cinematográficos. En IMDb, con aproximadamente 293 votos registrados por parte de los usuarios, la película obtiene una media ponderada de 6,4 sobre 10. En cuanto a Rotten Tomatoes, los más de 50 votos registrados en el portal dieron a este filme una valoración media de 3,9 de 5.